# كابوس قبل عيد الميلاد
كابوس قبل عيد الميلاد (بالإنجليزية: The Nightmare Before Christmas)‏ هو فيلم فنتازيا تم إنتاجه في الولايات المتحدة وصدر في سنة 1993.

## بطولة
- داني إلفمان
- كاثرين أوهارا

## القصة
يتكلم عن بلدة الهالويين حيث يسكنها وحوش الهالويين المخيفون، اما ملك اليقطين «جاك» قد سأم من الصراخ واخافة الاخرين فخرج من البلدة، وخلال طريقه وجد ابوابا غريبة تؤدي إلى اماكن مختلفة، فجذبه باب عيد الميلاد ففتحه فاخذته الرياح إلى مدينة الميلاد فوجد الوانا عديدة فشعر بالسعادة وقرر عرض ممتلكات مدينة الميلاد إلى مدينته فيستولي على الميلاد، عندما عرض جاك الهدايا امام مدينته اراد تحسين الهدايا والألعاب، ولكن للاستيلاء على الميلاد عليه خطف سانتا كلوز فأرسل ثلاثة أطفال لخطفه واخبرهم بعدم اخبار اوجي - بوجي بالامر، ولكن الأطفال لم يلتزموا بامره واخذوا سانتا كلوز اليه حتى يقتله، وبعد انهاء تحسين الهدايا والعاب العيد قرر جاك الانطلاق ولكن صديقته «سالي» حاولت منعه من الذهاب فنشرت الضباب حتى لا تستطيع الغزلان الطيران، ولكن جاك وجد طريقة وطار إلى بيوت الناس، ولكن بدل اعطائهم الهدايا اهدى لهم وحوشا مخيفة فبدأالناس بالشكوى وحاولت القوات العسكرية اصابته وقد نجحت في ذلك، وبعد اصابة «جاك» انتشرت اشاعة موته فظن الجميع انه قد مات، حاولت «سالي» انقاذ سانتا كلوز لاصلاح الامور ولكن اوجي- بوجي امسك بها أيضا واحتجزها مع سانتا كلوز، قرر «جاك» اصلاح الامور بارجاع سانتا كلوز، وخلال طريقه سمع نداء استغاثة يصدر من «سالي» فحاول النزول الي مخبأ اوجي - بوجي، وهنا بدأ القتال، فقاتل «جاك» اوجي- بوجي وهزمه وانقذ «سالي» وسانتا كلوز، بدأ سانتا كلوز بالتحرك بسرعة الضوء وبدأ باعطاء الأطفال الهدايا وابعاد الوحوش.

## الميزانية والإيرادات
بلغت تكلفة إنتاج الفيلم حوالي 18 مليون دولار بينما حقق أرباحا تقدر بـ 75,082,668 دولار.

## وصلات خارجية
- كابوس قبل عيد الميلاد على موقع IMDb (الإنجليزية)
- كابوس قبل عيد الميلاد على موقع ميتاكريتيك (الإنجليزية)
- كابوس قبل عيد الميلاد على موقع روتن توميتوز (الإنجليزية)
- كابوس قبل عيد الميلاد على موقع نتفليكس (الإنجليزية)
- كابوس قبل عيد الميلاد على موقع ألو سيني (الفرنسية)
- كابوس قبل عيد الميلاد على موقع Turner Classic Movies (الإنجليزية)
- كابوس قبل عيد الميلاد على موقع أول موفي (الإنجليزية)
- كابوس قبل عيد الميلاد على موقع بوكس أوفيس موجو (الإنجليزية)
- كابوس قبل عيد الميلاد على موقع فيلمافينيتي (الإسبانية)
- كابوس قبل عيد الميلاد على موقع قاعدة بيانات الأفلام السويدية (السويدية)

1. ↑  مذكور في: قاعدة بيانات الأفلام على الإنترنت. مُعرِّف قاعدة بيانات الأفلام على الإنترنت (IMDb): tt0107688. الوصول: 21 أكتوبر 2018. لغة العمل أو لغة الاسم: الإنجليزية.
2. ↑  مذكور في: The Archive Series: Story (2008 Disney Editions ed.). الصفحة: 202-207. الناشر: Disney Publishing Worldwide. لغة العمل أو لغة الاسم: الإنجليزية. تاريخ النشر: 2008.
3. 1 2 3 4 5 6  مذكور في: قاعدة بيانات الأفلام التشيكية السلوفاكية. لغة العمل أو لغة الاسم: التشيكية. تاريخ النشر: 2001.
4. ↑  "معلومات عن كابوس قبل عيد الميلاد على موقع moviepilot.de". moviepilot.de. مؤرشف من الأصل في 2019-05-09.
5. ↑  "معلومات عن كابوس قبل عيد الميلاد على موقع antoniogenna.net". antoniogenna.net. مؤرشف من الأصل في 2018-10-13.
6. ↑  "معلومات عن كابوس قبل عيد الميلاد على موقع themoviedb.org". themoviedb.org. مؤرشف من الأصل في 2014-11-09.